# Herbert Engemann
Herbert Engemann (* 26. November 1923 in  Hindenburg, Oberschlesien; † 30. September 2016 in Calden) war ein deutscher Pädagoge, Historiker und Autor.

## Leben
Nach dem Abitur, Kriegseinsatz und sowjetischer Kriegsgefangenschaft studierte Herbert Engemann in Göttingen Latein und Geschichte und promovierte bei Hermann Heimpel zum Dr. phil.
Nach der Referendarzeit in Dortmund wurde er 1958 Lehrer am Gymnasium Marianum in Warburg. 1974 wurde er Leiter des Städtischen Gymnasiums Brakel (ab 1982 Petrus-Legge-Gymnasium). Sowohl in Warburg als auch in Brakel widmete er sich der Erforschung der lokalen Geschichte.
Herbert Engemann war verheiratet und hatte fünf Kinder.

## Öffentliches Wirken
Während der Warburger Jahre führte Engemann mit Schülern archäologische Grabungen am Burgberg und am Desenberg durch. Während seiner Zeit in Brakel widmete er sich ebenfalls der Erforschung der Geschichte der Stadt. Er war Initiator des Buches zum Stadtjubiläum 975 Jahre Brakel 1979. Ein Schwerpunkt seiner Forschungen war die Aufarbeitung der NS-Zeit, besonders der Geschichte der jüdischen Gemeinde in Brakel. 1992 erschien seine Publikation über das Schützenwesen in Brakel. Er war treibende Kraft bei der Errichtung und Ausgestaltung des Stadtmuseums 1997. 1998, aus Anlass seines 75. Geburtstages, gab der Heimat- und Museumsverein eine Festschrift heraus.

## Persönlichkeit
Das Motiv seines ehrenamtlichen Engagements für die Stadtgeschichte gründete nicht nur in wissenschaftlichem Interesse, sondern auch im Respekt vor dem Schicksal der jüdischen Einwohner als Angehörige einer religiösen Minderheit.

## Auszeichnungen
Für seine Verdienste erhielt Engemann 1992 die Verdienstmedaille der Stadt Brakel. 1998 wurde er mit dem Bundesverdienstkreuz am Bande geehrt. 2009 wurde er Ehrenmitglied des Bürger- und Schützenvereins Brakel.

## Schriften

### Beiträge in Fachzeitschriften und Büchern
- Die Goslarer Gilden im 15. und 16. Jahrhundert. Beiträge Goslar. Heft 16, 1956.
- Staat und Gesellschaft der Römer als Gegenstand politischer Bildung im Lateinunterricht. In: Altsprachlicher Unterricht, 1965.
- Catilina spricht zu den Verschwörern. In: Altsprachlicher Unterricht, 1965.
- Ausgrabungen auf dem Burgberg zu Warburg. In: Westfalen Bd. 50, 1972.
- Desenberg – Untersuchungen zur Burgsituation, Denkmalpflege und Forschung. In Westfalen 2, 1979.
- Zur Geschichte der Brakeler Juden (zus. mit Ulrich Ernst und Bernhard Junker). In: Brakel 829-1229-1979, Höxter 1979.
- Das jüdische Schulwesen Brakels im 19. Jh. In: Brakel 829-1229-1979, Höxter 1979.
- Die Geschichte des Annentages. In: Annentag in Brakel, ein deutsches Volksfest. Hrsg. Fa. Franz Schneider Brakel (FSB). Brakel 1992.
- Die jüdische Gemeinde in Brakel. In: Historisches Handbuch der jüdischen Gemeinschaften in Westfalen und Lippe, Hrsg. Verein für Geschichte und Altertumskunde Westfalens, 2013.

### Bücher
- Nationalsozialismus und Verfolgung in Brakel, Dokumentation (zus. mit Ulrich Ernst). Brakel 1988.
- Das Schützenwesen der Stadt Brakel. Brakel 1992.

### Festschriften, Chroniken
- Altstädter Bürger contra Dominikaner. Marianum Warburg (1963).
- Alt-Blankenrode. In: Festschrift Prof, Honselmann, Munster (1971).
- Chronik der Schützenvereine Riesel, Bellersen, Bökendorf und Erkeln (o. J.).
- Übertragung der Ortschronik von Marienmünster-Born (o. J.).
- 100 Jahre Städtisches Gymnasium Brakel (1982).
- 300 Jahre Brauerei Rheder (1986).

### Beiträge im Jahrbuch des Kreises Höxter
- Die Kellergrabung in der Alten Waage zu Brakel (1981).
- Drei Brakeler Bürgermeister im Streit. Ein Beitrag zur politischen Kultur des 17, Jahrhunderts (1981).
- Die Geschichte der Brakeler Rektoratsschule (1983).
- Die Geschichte der Reformation in Brakel (1986).
- Der Briefwechsel Robert Dalbergs, ein Zufallsfund (1990).
- Die eingesessenen von Born wider den Herrn Prälaten von Marienmünster (1990).
- 425 Brakeler Schützen (1993).
- Der städtische Weinkeller zu Brakel, ein Beitrag zur Wirtschaftsgeschichte (1995).
- Die Kostenrechnung über die Hinrichtung von sieben Brakeler Hexen Anno 1658 (1996).
- Die Stadtverwaltung Brakel im Jahre 1740 (1998).

### Beiträge in der Heimatzeitschrift Die Warte
- Die Zehrungskosten der Brakeler Kalandsbruderschaft im Jahre 1875 (Nr. 96, 1997).
- Der Dreißigjährige Krieg im Spiegel des Brakeler Stadtarchivs (Nr. 99, 1998).

### Hefte der Brakeler Schriftenreihe
- Zur Geschichte des Brakeler Annentages (Heft 5, 1980).
- Die Kapuziner in Brakel (Heft 6, 1990).
- Zur Geschichte der jüdischen Mitbürger (Heft 7, 1991).
- Der Liber Ecclesiae, Das Kirchenbuch des Pastors Johannes Funke 1509-33 (Heft 10, 1995).
- Brakeler Wirtschafts- und Militärflüchtlinge im 19. Jahrhundert (Heft 13, 1997).